# Acontia sudarabica
Acontia sudarabica är en fjärilsart som beskrevs av Edward P. Wiltshire 1982. Acontia sudarabica ingår i släktet Acontia och familjen nattflyn. Inga underarter finns listade i Catalogue of Life.